# Tinus minutus
Tinus minutus là một loài nhện trong họ Pisauridae.
Loài này thuộc chi Tinus. Tinus minutus được Frederick Octavius Pickard-Cambridge miêu tả năm 1901.